# 本願寺北山別院
本願寺北山別院（ほんがんじきたやまべついん）は、京都府京都市左京区にある浄土真宗本願寺派の直属寺院。 住職は浄土真宗本願寺派門主が兼ねるが、別院輪番が置かれて実務を主管している。

## 境内
- 本堂 - 1980（昭和55）年建立。
- 鐘楼
- 山門
- 聖水保育園

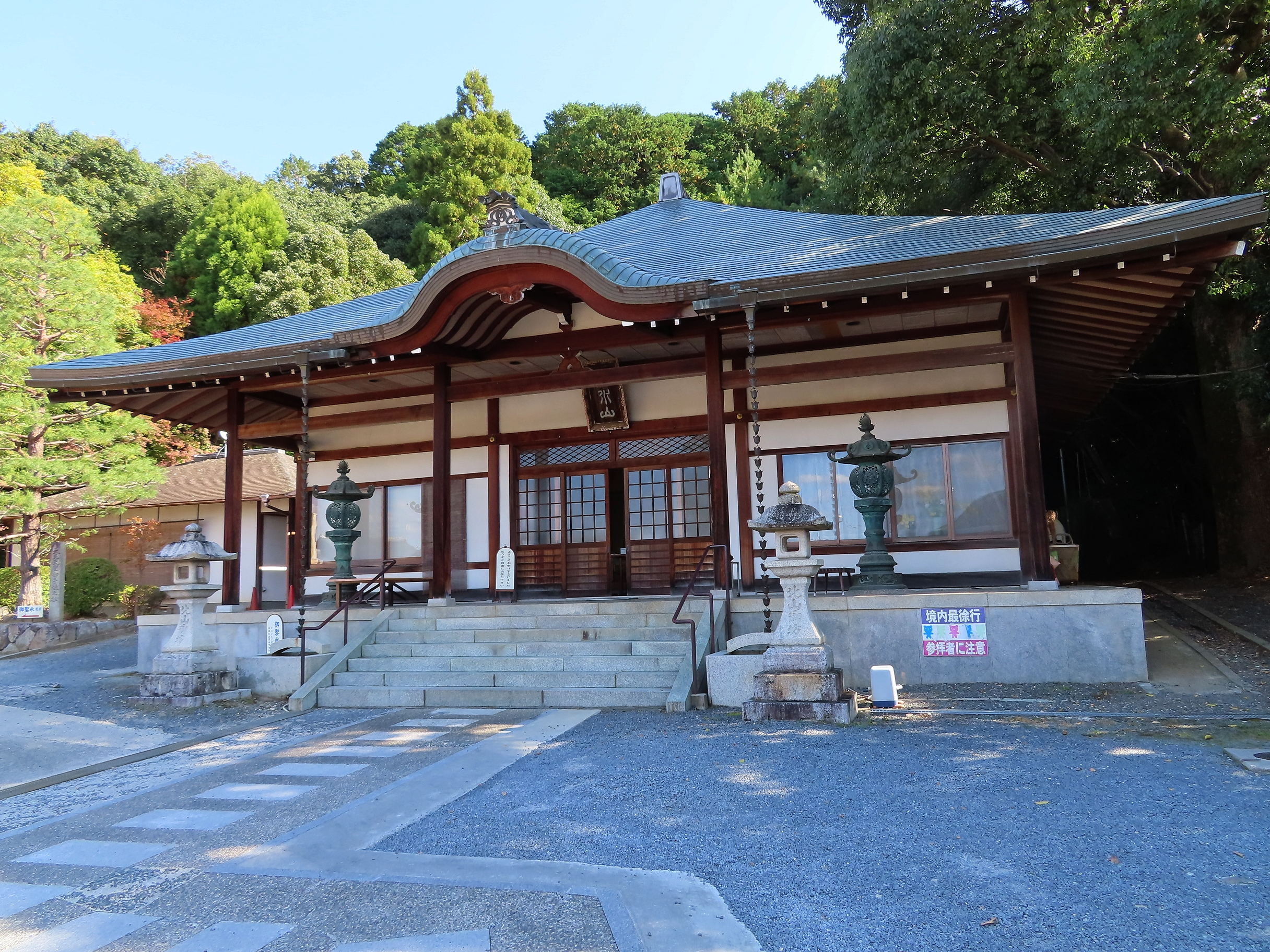
本堂
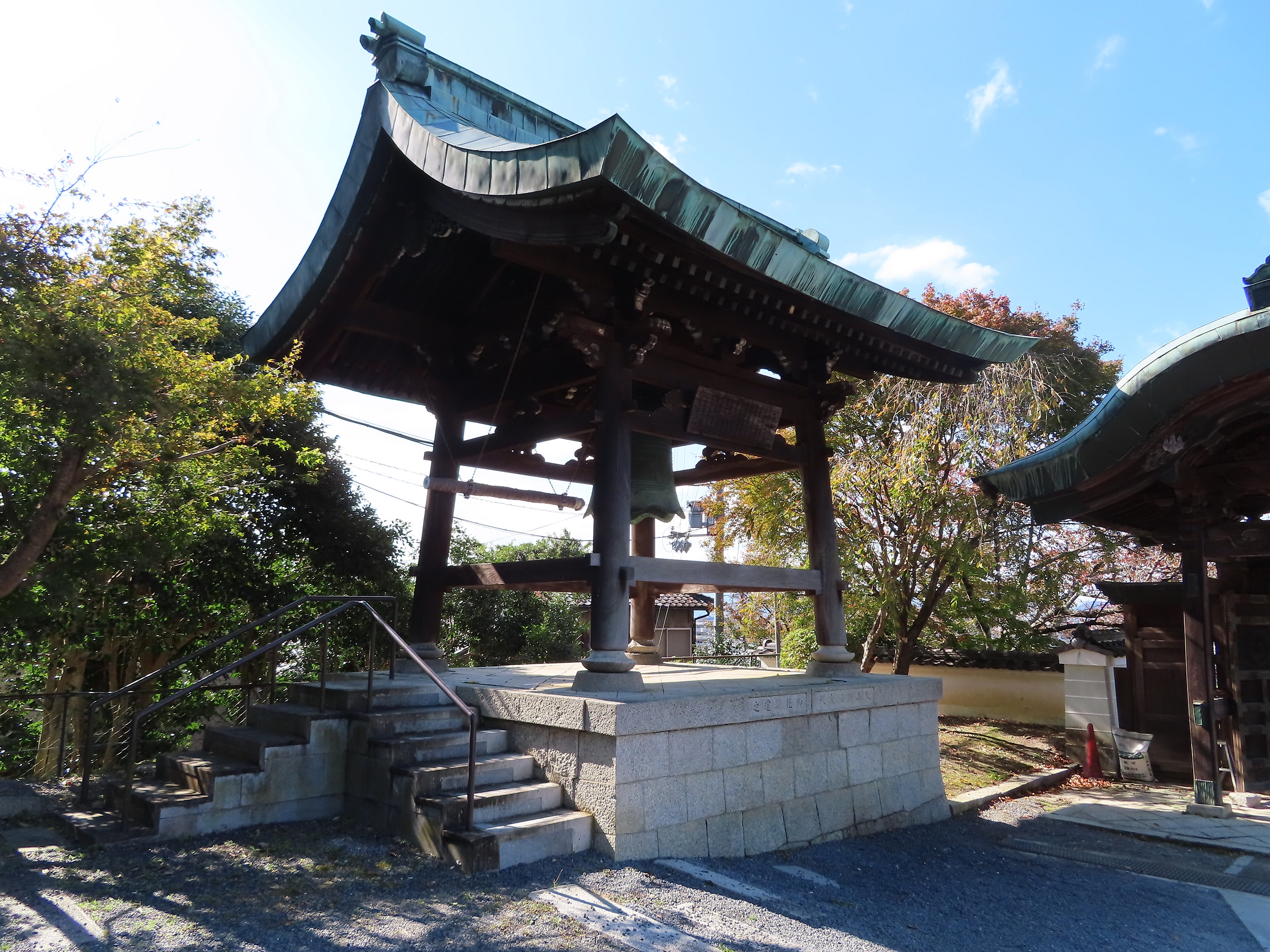
鐘楼
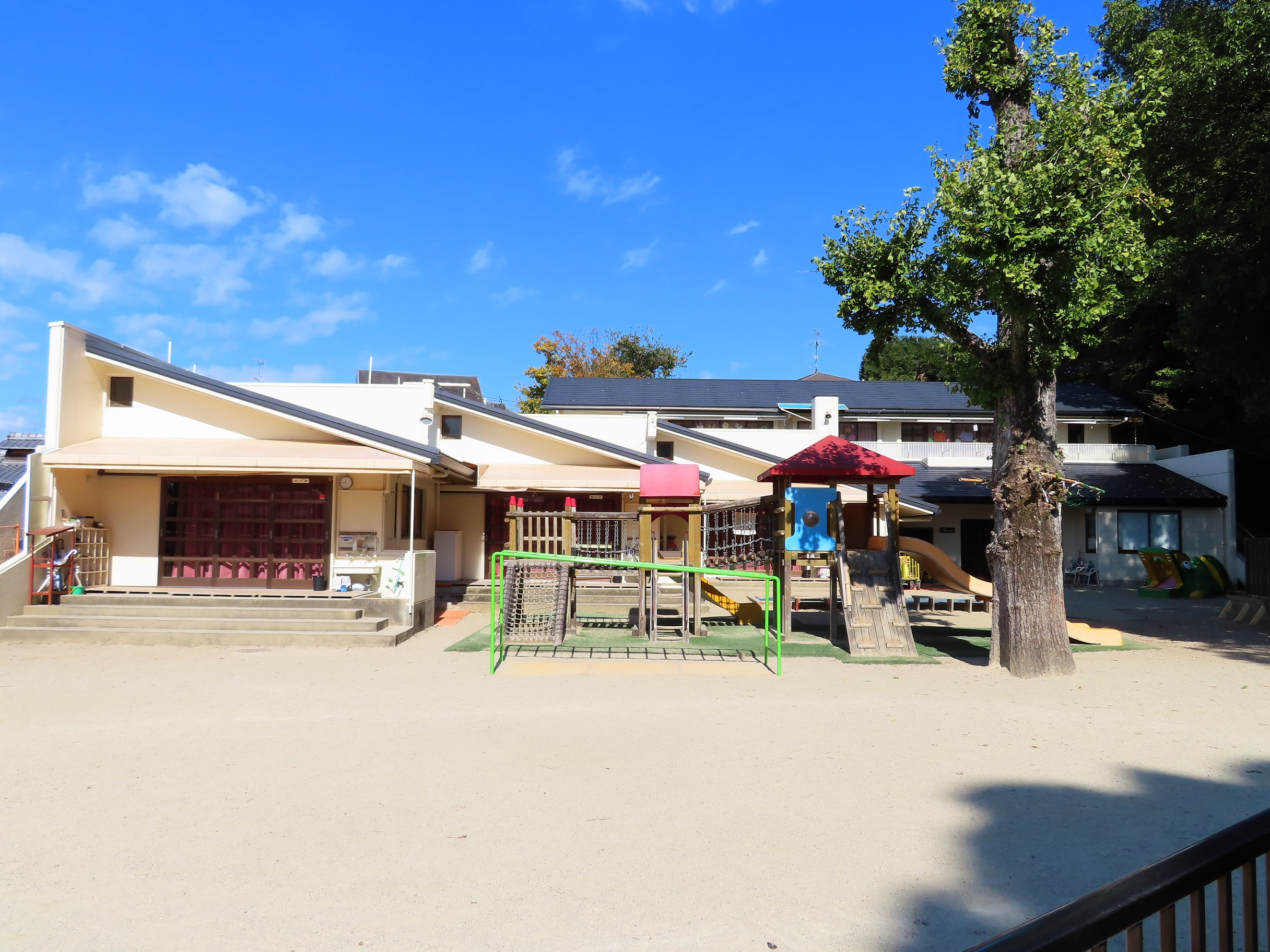
聖水保育園

## 歴史
この地は古来、天台宗の寺院・養源庵（ようげんあん）の境内であった。これが改宗し、本願寺の別院となった。歴史は公式サイトによる。
- 1201年 - 29歳の親鸞が比叡山を降り、六角堂百日参籠の際に養源庵境内の湧水で身を清めたと伝わる。
- 1678（延宝6）年 - 改宗・改称。本願寺派北山養源寺となる。
- 1680（延宝8）年 - 本山本願寺の別院となる。
- 1683（天和3）年 - 木仏本尊と親鸞・蓮如の絵像を安置して、本願寺の寺院としての体裁が整えらる。
- 1732（享保17）年 - 本願寺山科別院を興隆させるための支援として、北山養源寺の本堂を本願寺山科別院の境内地に移す。北山養源寺には小さな庵を残す。
- 1765（明和2）年 - 元の北山養源寺に勝る本堂を始めとする寺院建築が完成。
- 1773（安永2）年 - 本堂類焼。ただちに仮仏殿を設営。
- 1822（文政5）年 - 本堂再建。再建に際し本願寺第19代本如が講に対して消息発布。
- 安政年間 - 岡崎願成寺へ庫裏、鐘楼等の移築が始まる。
- 1871（明治4）年 - 境内再整備開始。
- 1920（大正9）年 - 本堂再建。
- 1978（昭和53）年7月 - 本願寺第24代即如が巡拝。これを機に境内復興整備を始める。
- 1980（昭和55）年 - 現本堂を新築。
- 1998（平成10）年 - 本堂内陣の改装、境内地整備。